# Paraphytoseius bhadrakaliensis
Paraphytoseius bhadrakaliensis är en spindeldjursart som först beskrevs av Gupta 1969.  Paraphytoseius bhadrakaliensis ingår i släktet Paraphytoseius och familjen Phytoseiidae. Inga underarter finns listade i Catalogue of Life.